# Seebach (Zurigo)
Seebach (toponimo tedesco) è un quartiere di Zurigo di 24 431 abitanti, nel distretto 11.

## Storia

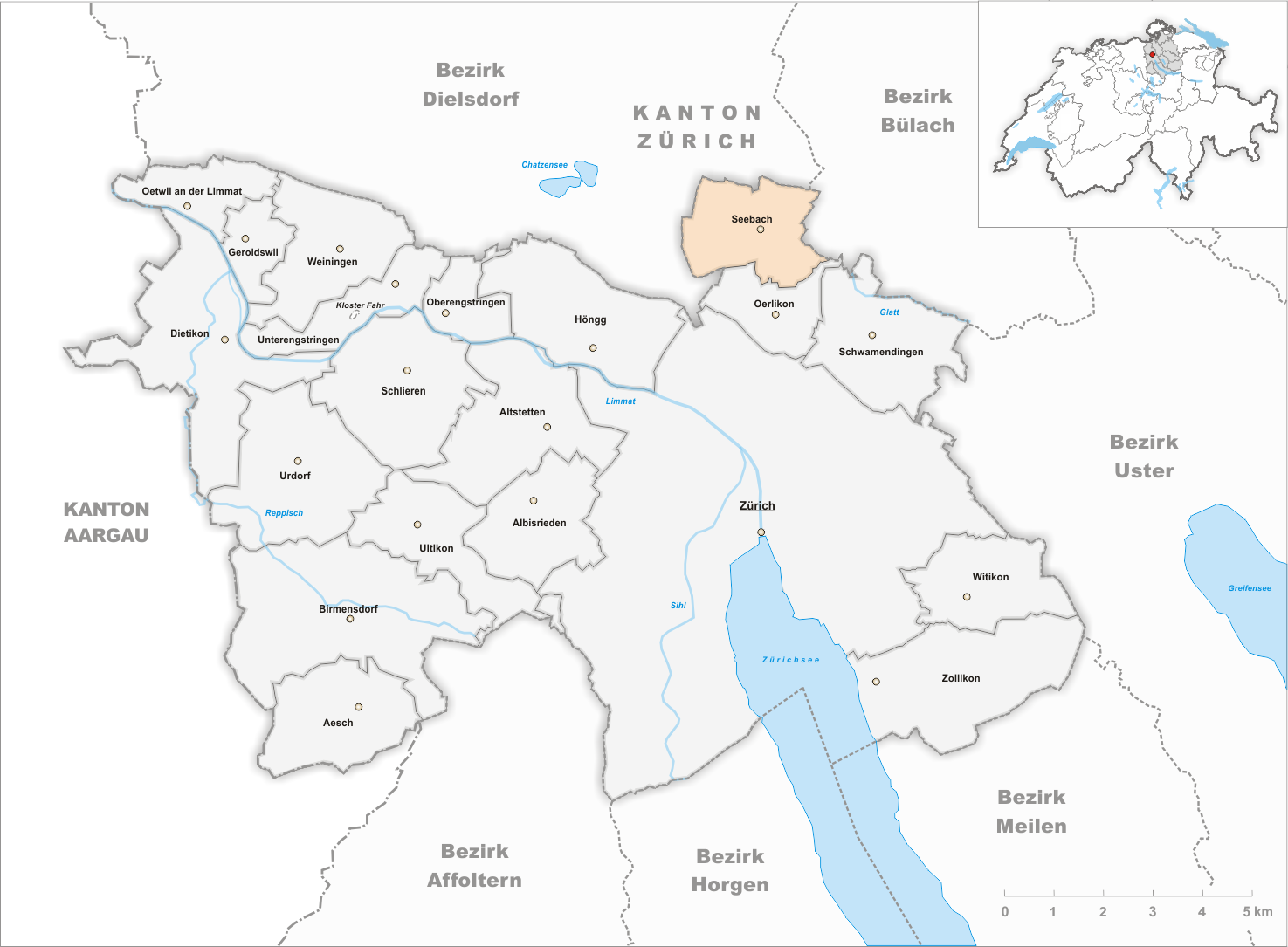
Il territorio del comune di Seebach prima degli accorpamenti comunali del 1934

Già comune autonomo, nel 1934 è stato accorpato al comune di Zurigo assieme agli altri comuni soppressi di Affoltern, Albisrieden, Altstetten, Höngg, Oerlikon, Schwamendingen e Witikon. Dopo l'incorporazione formò, assieme ad Affoltern, Oerlikon e Schwamendingen, il distretto 11.

## Monumenti e luoghi d'interesse

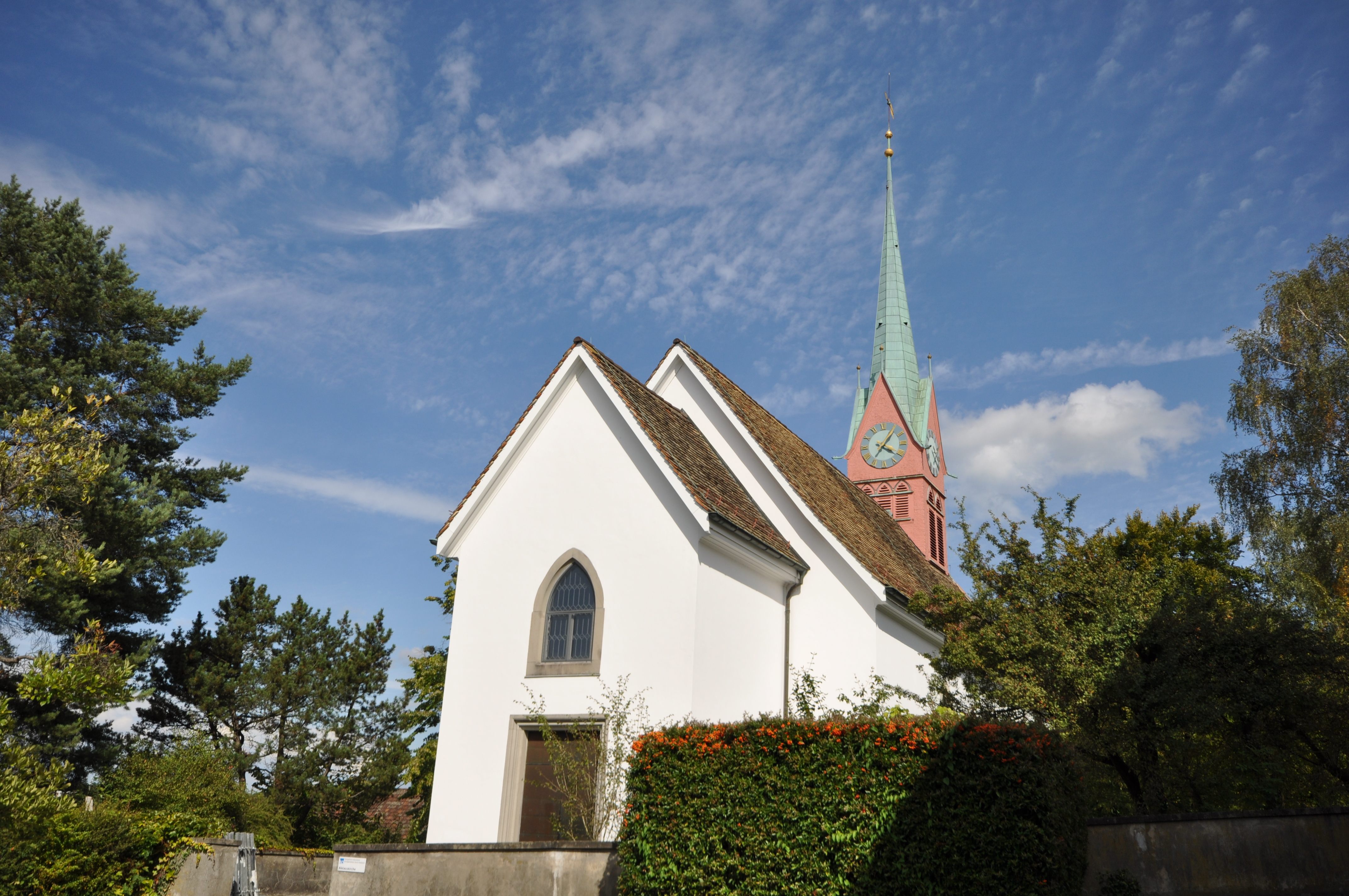
La chiesa riformata

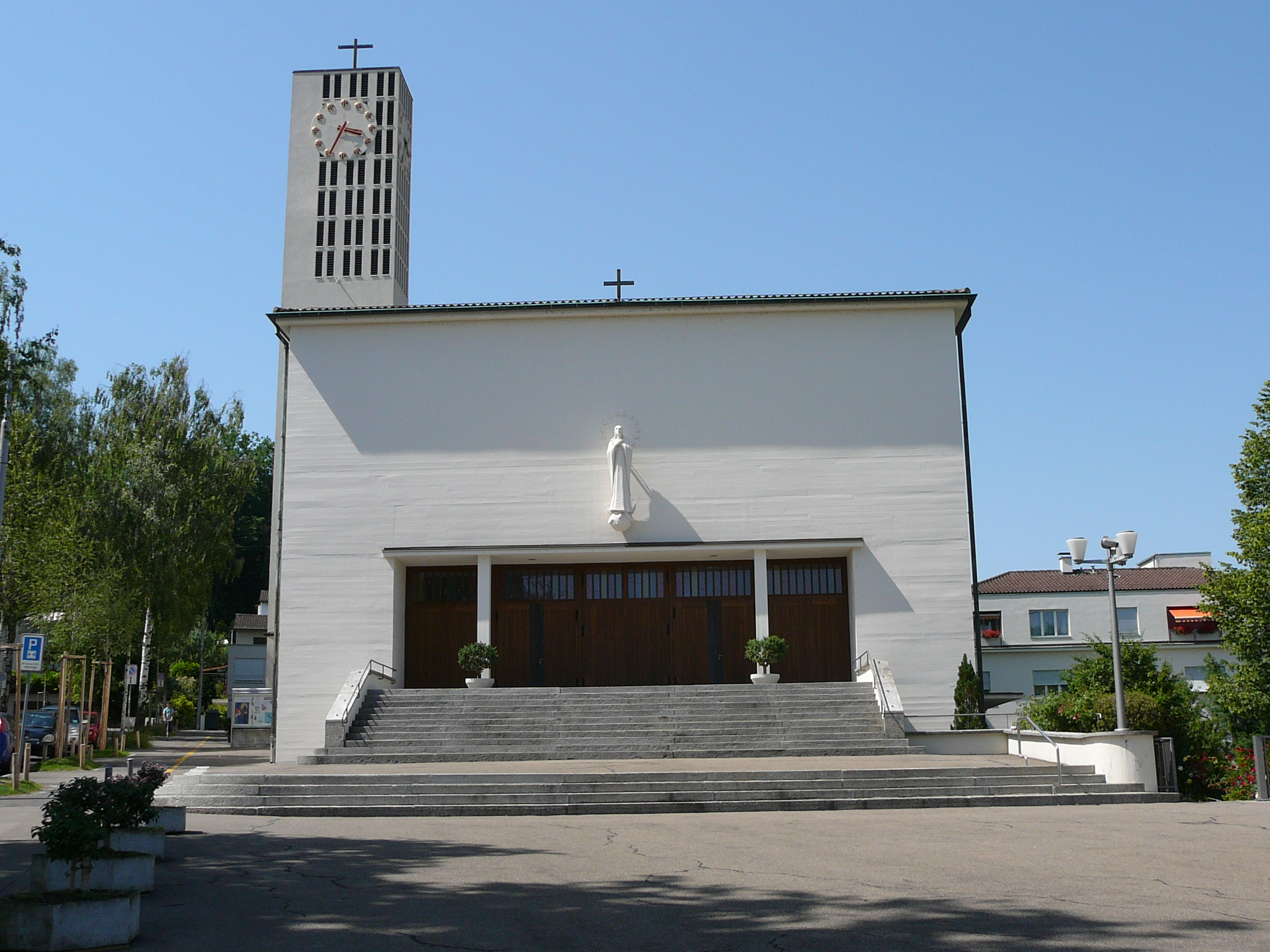
La chiesa di Nostra Signora di Lourdes

- Chiesa riformata (già di San Nicola), attestata dal 1370 e ricostruita nel 1664[1];
- Chiesa cattolica di Nostra Signora di Lourdes, eretta nel 1935[1].

## Società

### Evoluzione demografica
L'evoluzione demografica è riportata nella seguente tabella:
Abitanti censiti

## Amministrazione
Ogni famiglia originaria del luogo fa parte del cosiddetto comune patriziale e ha la responsabilità della manutenzione di ogni bene ricadente all'interno dei confini del comune.

## Infrastrutture e trasporti
Seebach è servito dalla stazione di Zurigo Seebach sulla ferrovia Wettingen-Effretikon.